# Marvin Nash
Marvin Nash (* 7. Dezember 1953 in Kingston, Jamaika; † 20. Januar 2023) war ein kanadischer Sprinter.
Bei den Panamerikanischen Spielen 1975 in Mexiko-Stadt gewann er Bronze in der 4-mal-100-Meter-Staffel.
1976 erreichte er bei den Olympischen Spielen in Montreal über 100 m das Halbfinale und kam mit der kanadischen Mannschaft in der 4-mal-100-Meter-Staffel auf den achten Platz.
Bei den Commonwealth Games 1978 in Edmonton wurde er mit der kanadischen 4-mal-100-Meter-Stafette Vierter.
Seine persönliche Bestzeit über 100 m von 10,1 s stellte er am 10. August 1974 in Scarborough auf.